# Rio Dobrani
O Rio Dobrani é um rio da Romênia, afluente do Arieşul Mic, localizado no distrito de Alba.